# 随机元素
在概率论中，随机元素是对随机现象的结果进行映射的函数，其值不一定为实数。随机元素是随机变量的推广。这个概念是由Maurice Fréchet提出的，他评论说“概率论的发展和其应用领域的扩展，导致我们必须从随机实验的结果只能用数字或数字的有限集表示的方案，转移到一个新的方案，该方案允许实验结果可以用向量、函数、过程、域、级数，几何变换、集合，甚至集合的集合来表示。”
“随机元素”的现代用法经常假设值空间是拓扑向量空间，通常是具有指定子集的自然σ-代数的巴拿赫空间或希尔伯特空间。

## 定义
令 {\displaystyle (\Omega ,{\mathcal {F}},P)} 为概率空间，且{\displaystyle (E,{\mathcal {E}})}为可测空间，则取值范围为E的随机元素是一个函数X: Ω→E，其中{\displaystyle ({\mathcal {F}},{\mathcal {E}})}是可测的。